# Tom Varndell
Thomas William Varndell (Ashford, 16 settembre 1985) è un rugbista internazionale per l'Inghilterra che nel ruolo di tre quarti ala ha detenuto il primato di mete marcate in Premiership Rugby prima che questo fosse superato da Chris Ashton.
Cessata l'attività professionistica nel 2020, è al 2023 giocatore-allenatore dell'Oxford Harlequins.

## Biografia
Formatosi rugbisticamente durante l'infanzia in Oxfordshire, fu notato intorno ai 15 anni da Dusty Hare, responsabile del reclutamento giovanile del Leicester in cui rimase due anni prima di trasferirsi a Bristol con una borsa di studio.
Fin dall'esordio in Premiership nel 2004-05 Varndell si rivelò realizzatore prolifico, tanto da vincere il premio di miglior marcatore stagionale con 14 mete; a fine anno fu debuttante in nazionale a Twickenham contro Samoa, cui realizzò anche una meta.
L'anno successivo prese parte al tour in Australia, con due partenze da titolare e una meta nel secondo incontro della serie persa 0-2; quella di Melbourne fu l'ultima apparizione di Varndell con la maglia dell'Inghilterra; a inizio stagione susseguente disputò un paio di mesi in prestito da Leicester nel Bedford, ma poi tornò nella squadra che si aggiudicò il titolo.
Nel 2009 Varndell passò al London Wasps con cui, nel 2013, vinse per la terza volta la classifica dei migliori realizzatori di mete; due anni più tardi fu a Bristol, club con la cui maglia giunse nel 2017 al record di mete in Premiership, battendo con 91 realizzazioni il precedente record di Mark Cueto a 90.
Dopo 14 anni in Inghilterra fu per un breve periodo in Galles alla franchise di Pro12 degli Scarlets e, successivamente, ad Angoulême in ProD2, ma l'esperienza francese durò poco per problemi d'adattamento; fece quindi ritorno a Leicester per il prosieguo di stagione 2018-19, per poi trasferirsi a Hong Kong nel South China Tigers.
Di nuovo in Inghilterra, dopo un passaggio a Leeds e a Bury St Edwards, è giocatore-allenatore del Oxford Harlequins, parzialmente ritornando sulla sua intenzione di non giocare più alla fine della stagione 2021-22.
Con 92 mete è, al 2023, il secondo miglior realizzatore, superato solo da Chris Ashton con 101.

## Palmarès
- Premiership: 2
Leicester: 2006-07, 2008-09
- Coppe Anglo-Gallesi: 1
Leicester: 2006-07